# NES Zapper

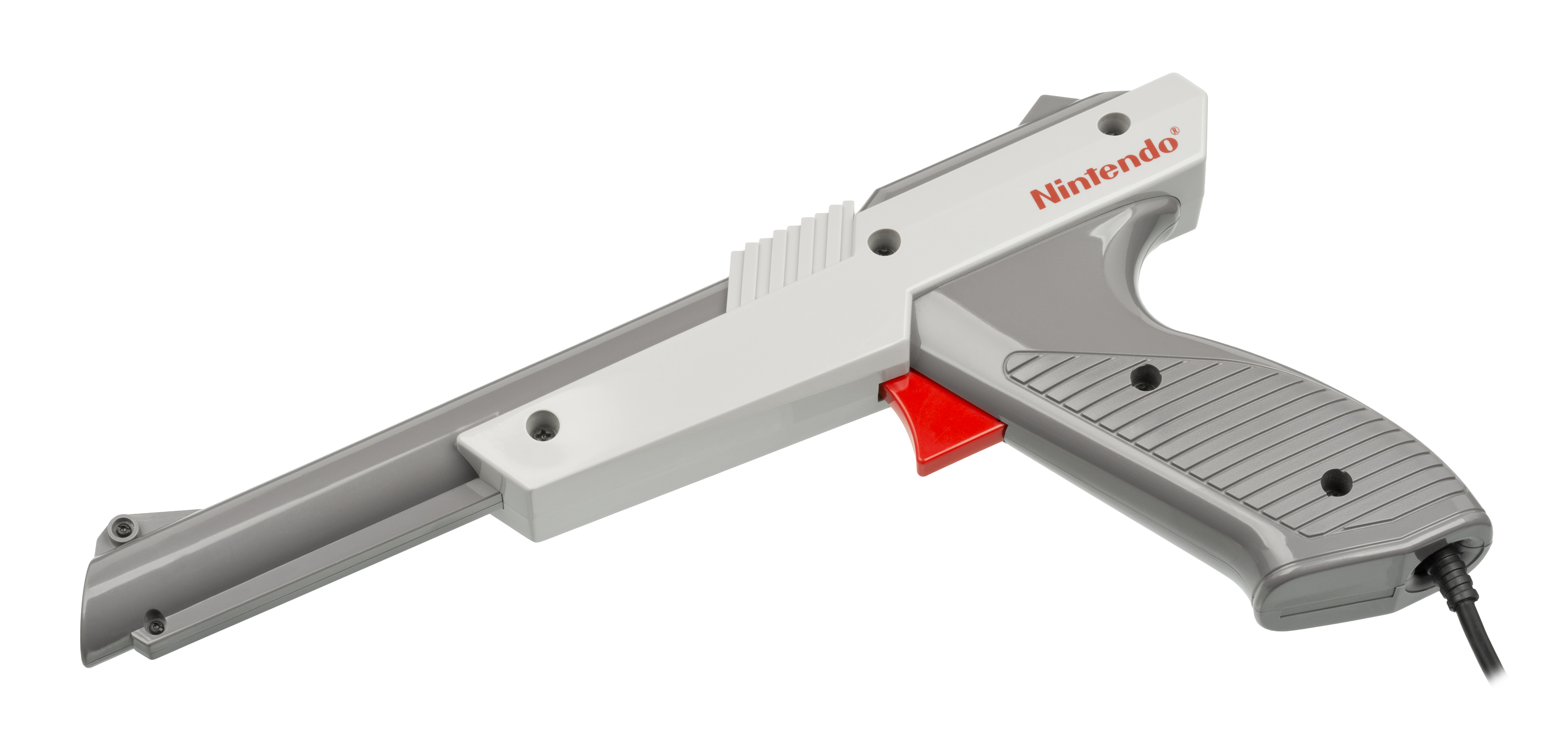
NES Zapper в оригинальном сером цвете, выпущенном в 1985 году

NES Zapper — электронный аксессуар в виде светового пистолета для Nintendo Entertainment System (NES) и японской Famicom. Он был выпущен в Японии для Famicom 18 февраля 1984 года и запущен вместе с NES в Северной Америке в октябре 1985 года.
Zapper используется в совместимых играх NES, таких как Duck Hunt, Wild Gunman и Hogans Alley. Его внутренний оптический датчик позволяет игроку указывать на телевизор и «стрелять» по игровым целям, таким как утки, глиняные голуби, ковбои и преступники. В некоторых играх также использовалась кнопка Zapper на титульном экране для выбора режима и запуска игры.

## Технические детали
Когда нажимается спусковой крючок на Zapper, игра приводит к тому, что весь экран становится черным на один кадр. Затем, на следующем кадре, все допустимые цели, которые находятся на экране, рисуются полностью белыми, в то время как остальная часть экрана остается черной. Zapper обнаруживает это изменение уровня освещенности и определяет, находится ли какая-либо из целей в зоне его поражения. Если цель поражена, игра определяет, какая из них была поражена, основываясь на продолжительности вспышки, поскольку каждая цель мигает разную продолжительность. После того, как все целевые области были освещены, игра возвращается к рисованию графики в обычном режиме. Весь процесс почти незаметен для человеческого глаза, хотя можно заметить легкое «мигание» изображения, но это легко было неверно истолковать как имитацию дульной вспышки.
Эта последовательность «темнота / яркость» предотвращает возможную проблему, вызванную наведением выключателя непосредственно рядом с лампочкой или в нее. Старые световые пушки не использовали этот метод, что позволяло обмануть и получить идеальный результат попадания способом, невозможным с помощью NES Zapper.
NES Zapper можно использовать только на ЭЛТ-дисплеях; он не будет работать на ЖК-дисплеях, плазменных дисплеях или других плоских дисплеях из-за задержки отображения.

## Дизайн
Оригинальный японский световой пистолет для Famicom был спроектирован Гумпэем Ёкои, не имел собственного названия и был похож на револьвер. Широко известный своим футуристичным дизайном европейско-американский Zapper появился в американском подразделении и имел такой вид в том числе для того, чтобы не быть похожим на реальное оружие. При этом китайские клоны отличались большим разнообразием форм — от копирования дизайна Zapper до макетов реальных образцов огнестрельного оружия с возможностью ведения огня очередями и виброоткликом на нажатие спускового крючка (для чего требовалось установить в него батарейки).

Световой пистолет Famicom подключается к 15-контактному порту расширения. NES Zapper подключается к одному из портов контроллера. Из-за разных типов разъемов для использования светового пистолета японского региона с консолью европейского либо американского (и наоборот) необходим переходник.